# Mohammed Qasem
Mohammed Qasem (ur. 19 stycznia 1995 w Damaszku) – saudyjski piłkarz grający na pozycji obrońcy w Al-Nassr oraz reprezentacji Arabii Saudyjskiej.

## Kariera klubowa
Grał w juniorskiej drużynie Al-Ittihad Club, a w 2013 przeszedł do seniorskiej drużyny saudyjskiego klubu, gdzie grał do 2019. W sierpniu 2019 podpisał kontrakt z Al-Faisaly FC, a w lipcu 2021 z drużyną Al-Nassr.